# Asma El Mouden
Asma El Mouden (Amsterdam, 23 oktober 1993) is een Nederlandse actrice. 

## Biografie
El Mouden werd geboren in Amsterdam. Ze deed geen toneelopleiding. Ze startte haar carrière bij theatergroep DEGASTEN in Amsterdam, waar ze het vak in de praktijk heeft geleerd.
Ze is het meest bekend van haar rol als Lamya in de KRO-NCRV televisieserie Zina. Ze speelde verder onder meer (bij)rollen in Bestseller Boy (2022), Crypto Boy (2023), Wij zijn beesten (2023), De toeslagenaffaire (2024), De Vaandeldrager Vijf (2024) en Triq Salama (2024).
De korte film Ik ben geen robot (2023) van Victoria Warmerdam, waarin ze de rol van Saar speelde, won in 2025 een Oscar. In 2025 speelde ze een van de hoofdrollen in de bioscoopfilm Lekker met de meiden.